# فيكتور نوفيلو
فيتور نوفيلو موريرا (بالبرتغالية: Vitor Novello Moreira‏)، من مواليد 13 يناير 1996 في ريو دي جانيرو، هو ممثل برازيلي.
ظهر فيتور لأول مرة على شاشة التلفزيون في عام 2006 ، وعمره 10 سنوات لعب دور تونزينيو في اكتشف - حل. في العام التالي شارك في لوحة رقصة مشهورة في دومينغاو فاوستاو (2007). في نفس العام ، كان زي لويس في المسلسل التلفزيوني جنة استوائية (2007)، حيث حصل على جائزة إضافية لأفضل ممثل طفل. عاش ماركينيوس الذكي ، ابن دورا (كلوديا أبرو) وأرتور (ألكسندر بورخيس) في أوبرا الصابون تريس إيرماس (2008). في قلب أحمق (2011)، لعب أول شخصية مراهقة له ، سيرجينيو ، وصنع زوجين رومانسيين مع أوليفيا (بوليانا أليكسو). لا يزال في جلوبو، وشارك في مليئة بالسحر (2012)، كما جيفرسون. على ريكورد تي في، كان يوهان في المسلسل القصير معجزات السيد المسيح (2014) وفيليبي في سلسلة مجلس الوصاية (2014).
في عام 2016 عاد إلى قناة غلوبو ليلعب مع لوان الإشكالي ، في الموسم الثالث والعشرين من اكتشف - حل. في عام 2019 ، انضم إلى فريق عمل مسلسلات طويلة قمة جدا باعتباره الشخصية السيئة فيتور، وهو فتى متواضع يحاول بأي ثمن أن يصبح ثريًا.

## روابط خارجية
- فيكتور نوفيلو في قاعدة بيانات الأفلام على الإنترنت
- فيكتور نوفيلو على إنستغرام